# 35 Jeux classiques
35 Jeux classiques (également connu sous les noms 35 Classic Games) est un jeu vidéo sous forme de compilation de mini-jeux développé et édité par Maximum Family Games, sorti en 2012 sur Nintendo 3DS.

## Accueil
- Jeuxvideo.com : 10/20[1]